# Butler (Georgia)
Butler è una città degli Stati Uniti d'America, situata in Georgia, nella Contea di Taylor, della quale è il capoluogo.